# Stephanie Leonidas
Stephanie Leonidas  (ur. 14 lutego 1984 w Londynie) – brytyjska aktorka filmowa i telewizyjna.

## Filmografia
- 2005: Lustrzana maska jako Helena
- 2006: Dracula jako Mina Murray
- 2006: Krucjata w dżinsach jako Jenne
- 2007: Panna Marple: Próba niewinności jako Hester Argyle
- 2013: Uwantme2killhim? jako Kelly
- 2013-15: Defiance jako Irisa (serial TV)[1]
- 2014: Luna jako Fraya
- 2015: Zabić Jezusa jako Salome (film TV)
- 2016: American Gothic jako Sophie Hawthorne (serial TV)
- 2017: Przekręt jako Chloe Koen (serial TV)
- 2018: Tomorrow jako Katie